# Radøy
Radøy är en långsträckt ö i Alvers kommun i Vestland fylke i västra Norge. Ön ligger mellan Hjeltefjorden/Mangersfjorden/Radfjorden i sydväst och Hoplandsosen/Fosnstraumen/Grunnesundet/Radsundet i nordöst. Den har en yta på 101,3 kvadratkilometer och hade 2017 en total befolkning på 6 176.
Ön Radøy ligger relativt lågt med spridda kullar och åsar upp till 217 meter över havet (Morkefjellet). Kustlinjen är kraftigt indragen. Ön är till delar ganska frodig, särskilt i nordväst, och det finns en betydande skog planterad. Sedan 1958 har den haft en direkt förbindelse med fastlandet (Lindåshalvön) genom en hängbro över Alverstraumen.
Fram till 1964 var ön delad mellan de sex dåvarande kommunerna Alversund, Austrheim, Hordabø, Lindås, Manger och Sæbø. Från 1964 till 2020 var Radøy delad mellan Radøy och Lindås kommuner, där endast sydspetsen (Soltveits grundkrets) tillhörde Lindås kommun.

## Kommunikationer
Fylkesväg 565 förbinder ön Radøy med fastlandet via en bro över Alverstraumen till Lindåshalvön i söder och via en bro över Fosenstraumen till Austrheims kommun i norr.

## Tätorter
På ön Radøy finns fyra tätorter:
- Austmarka
- Haugland
- Knarvik (del av)
- Manger